# Sant Vicenç de Besalú
Sant Vicenç de Besalú és una església del municipi de Besalú (Garrotxa) voltada per carrers i oberta a una petita plaça, exempta de qualsevol altra edificació. És una construcció declarada bé cultural d'interès nacional.

## Descripció
És un temple de tres naus amb creuer i tres absis semicirculars. La nau central és coberta amb volta seguida de canó apuntat i les laterals amb volta de quart de cercle, que se sostenen sobre grans pilars de secció quadrangular. Al mur de migdia s'obre una portada, d'arc rodó, d'un romànic tardà molt elaborat, amb decoració abundant als capitells i les arquivoltes. Al mur de ponent, o façana principal, s'obre un altre portal, força senzill, que ja podem qualificar de gòtic. És format per un arc de mig punt adovellat, emmarcat per un guardapols i dos parells de columnes amb capitells, de regust gòtic. Damunt d'aquesta porta hi ha un finestral ogival, que conté un rosetó i quatre petits arcs rodons. La decoració de l'absis és encara romànica, amb arcuacions cegues sota un fris de dents de serra. A la dreta de la façana s'aixeca el campanar, obra segurament del segle xvii, i format per un cos superior de planta octogonal, amb obertures d'arc de mig punt a quatre de les cares.

## Història
L'església de Sant Vicenç era originàriament la parròquia de Besalú, funció que ara comparteix amb l'església de l'antic monestir de Sant Pere. És documentada ja el 977, en què el comte Miró Bonfill la cedeix a l'església de Santa Maria. Si bé el seu origen és, doncs, anterior, l'edifici actual correspon a la tercera o quarta reedificació de l'església, feta probablement al pas dels segles XII al XIII, amb alguns elements ja característics del gòtic. En una visita pastoral del 1420 se'ns diu que tenia nou altars. En època gòtica es construí una capella adossada al costat nord. A ponent d'aquesta s'edificà a inicis del segle xviii la capella dels Dolors, enderrocada els anys 1960, en una restauració que retornà a l'edifici la simplicitat que no tenia abans de l'incendi del 1936.